# Малохвей-Дужи
Малохвей-Дужи (пол. Małochwiej Duży) — село в Польщі, у гміні Красностав Красноставського повіту Люблінського воєводства.
Населення — 649 осіб (2011).
У 1975-1998 роках село належало до Холмського воєводства.

## Демографія
Демографічна структура станом на 31 березня 2011 року:
|          | Загалом | Допрацездатний вік | Працездатний вік | Постпрацездатний вік |
| -------- | ------- | ------------------ | ---------------- | -------------------- |
| Чоловіки | 291     | 77                 | 183              | 31                   |
| Жінки    | 358     | 73                 | 203              | 82                   |
| Разом    | 649     | 150                | 386              | 113                  |